# Greater Sudbury
Greater Sudbury (160 274 abitanti al censimento della popolazione del 2011) è una città del Nord dell'Ontario, Canada. Greater Sudbury è stata creata nel 2001 dalla fusione delle città e paesi della dell'ex Municipalità Regionale di Sudbury, insieme ad aree precedentemente non incorporate in municipalità.
Per popolazione è la più grande città del Nord dell'Ontario, e la 24ª area metropolitana del Canada. Per superficie è la più grande città dell'Ontario, la settima più grande municipalità canadese.
Greater Sudbury è una delle cinque città dell'Ontario – le altre sono Toronto, Ottawa, Hamilton e Kawartha Lakes - che costituiscono proprie divisioni censuarie indipendenti, e non fanno parte di un distretto, contea o Municipalità Regionale. 
A differenza delle denominazioni usate per Greater Toronto o Greater Montreal, il nome di "Greater Sudbury" si riferisce a una singola città e non ad un agglomerato urbano di comuni indipendenti. Tuttavia il nome Sudbury, senza il prefisso ufficiale, è ancora il nome più comune nell'uso quotidiano.